# 50 Cassiopeiae
50 Cassiopeiae је појединачна звезда у сазвежђу Касиопеја која се налази на NGC листи објеката дубоког неба.
Деклинација објекта је + 72° 25' 19" а ректасцензија 2h 3m 26,0s. Привидна величина (магнитуда) објекта 50 Cassiopeiae износи 13,0 а фотографска магнитуда 4,0.